# Émilien Amaury
Pour les articles homonymes, voir Amaury.
Émilien Amaury, né le 5 mars 1909 à Étampes et mort le 2 janvier 1977 à Vineuil-Saint-Firmin à la suite d'une chute de cheval, est un patron de presse français, fondateur du Parisien Libéré.
Au terme d'un conflit juridique de six ans entre ses enfants, c'est son fils Philippe Amaury qui prend la direction du quotidien, alors que sa fille Francine, qui avait sa faveur, dirige la presse magazine (Marie-France, Point de Vue - Images du monde).

## Biographie
Issu d'un milieu modeste, Émilien Amaury commence par être coursier (« cycliste »). Après son service militaire, il devient secrétaire de Marc Sangnier puis fonde, en 1930, l'Office de Publicité Générale (OPG) qui gère les annonces publicitaires pour plusieurs titres de la presse démocrate-chrétienne.
En 1937, il est nommé conseiller technique au ministère des Colonies.
Sous l'Occupation, Amaury se voit confier par le régime de Pétain la diffusion de sa propagande sur le thème de la famille. À ce titre il rencontre Louis Merlin qui va lancer une émission radiophonique très populaire L'Alphabet de la famille. 
Dès 1941, il anime le Groupe de la rue de Lille, un groupe clandestin, abrité dans les locaux de l'Office de publicité générale, luttant contre la propagande et l'occupant. Le groupe met ses imprimeries au service des mouvements de résistance. De plus, grâce à sa position officielle, Amaury bénéficie de privilèges matériels en cette période de rationnement du papier. Il se voit ainsi capable de fournir en papier d'imprimerie la presse clandestine de la Résistance, toutes tendances politiques confondues (Résistance, L'Humanité, Courrier du Témoignage chrétien, Cahiers du travaillisme français, etc.). Les tirages sont relativement importants, de 30 000 à parfois 100 000 exemplaires. Le groupe de la rue de Lille imprime également les appels du Général de Gaulle, mais aussi de faux documents pour la Résistance (papiers d'identité, laissez-passer, cartes d'alimentation, feuilles de démobilisation, etc.), des milliers de tracts et affiches.
Il publie également le Cahier bleu, dans la clandestinité, étant une directive pour « les mesures à prendre dès la Libération dans le domaine de l’information, de la radio, de la propagande, du cinéma et surtout de la presse ».
À la libération en août 1944, Émilien Amaury crée Le Parisien libéré et l'hebdomadaire Carrefour. Ensuite, il s'associe à la Ligue féminine d'action catholique et fonde Marie France, dont il prendra par la suite la direction. 
C'est aussi à cette époque qu'il crée le Syndicat de la presse hebdomadaire parisienne (devenu ensuite Syndicat professionnel de la presse magazine et d'opinion), dont il sera réélu président chaque année pendant 33 ans. Il aura ainsi été élu 33 fois consécutivement par ses pairs pour les représenter.
En 1946, il aide Jacques Goddet à relancer le journal sportif l'Auto en le renommant L'Équipe. L'année suivante, L'Équipe et le Parisien libéré sont autorisés par le gouvernement à organiser le Tour de France. Amaury détient alors 50 % de la course. En rachetant L'Équipe en 1965, son groupe devient unique propriétaire de la course.
Bien que bon cavalier, il est désarçonné par le cheval Chouan d'Ive le 2 janvier 1977 dans sa propriété de Vineuil-Saint-Firmin et meurt des suites de ses blessures dans des circonstances ayant encore une part d'obscurité, peut-être en rapport avec le conflit contre les NMPP,. Il est enterré au cimetière Saint-Pierre de Chantilly. Charlie Hebdo se contentera d'un lapidaire : « Un salaud est mort », tandis que le journal Libération titrera : « Le cheval d'Amaury se sort indemne d'un accident », avec en écho la devise du patron de presse : « L'information ne doit pas être exacte, elle doit être énorme »,.
Son décès entraine un conflit familial au sein du Groupe Amaury.

## Conflit avec la CGT et les NMPP
En 1974, le journal veut moderniser son imprimerie, ce qui créera un conflit entre 1975 et 1977. Émilien Amaury mène une bataille contre le syndicat du livre Confédération générale du travail et les NMPP, qui avaient la mainmise dans les imprimeries grâce à la loi Bichet. Il fait construire sa propre imprimerie, ultra-moderne. S'ensuit une crise qui paralyse Le Parisien, dont les ventes chutent de moitié. La publication cesse pendant trois mois, et le journal déménage provisoirement de la rue d’Enghien à Saint-Ouen. Quelques violences sont constatées,. Le 13 juin 1975, le domicile du syndicaliste André Bergeron est visé par un attentat et par une tragique méprise, le rédacteur en chef de l'AFP, Bernard Cabanes est tué par une bombe alors que son homonyme Bernard Cabanes, rédacteur en chef du Parisien libéré devait en être victime,. Le décès d'Amaury met fin au conflit.
Ce conflit réapparait en 1991 avec son fils, Philippe Amaury, et se solde avec l'acceptation partielle du système coopératif institué par la loi Bichet, en échange de quoi le journal a le droit de se distribuer par ses propres moyens.

## Décorations
- Commandeur de l'ordre des Palmes académiques (1972) pour services rendus à l'Éducation nationale[20]

### Sources
- Notice Encyclopedia Universalis
- Murielle Le Guen, Guide pour la visite des cimetières cantiliens, mairie de Chantilly, s.d
- Guy Vadepied, Emilien Amaury (1909-1977) La véritable histoire d'un patron de presse au XXe siècle, coll. Documents, Le Cherche Midi, 2009, édition ressortie en 2012, 564 p.  (ISBN 2749114993) et  (ISBN 978-2749114996)
- Pierre-Henri Teitgen, Faites entrer le témoin suivant : 1940-1958 : de la Résistance à la Ve République, Rennes, Ouest-France, coll. « L'Histoire et nous », 1988, 105 p. (ISBN 2-7373-0149-1, ISSN 0765-5193, BNF 34934835)